# Trachelium caeruleum
Espèce
Trachelium caeruleum, le Trachélium bleu, est une plante herbacée de la famille des Campanulacées d'origine méditerranéenne.

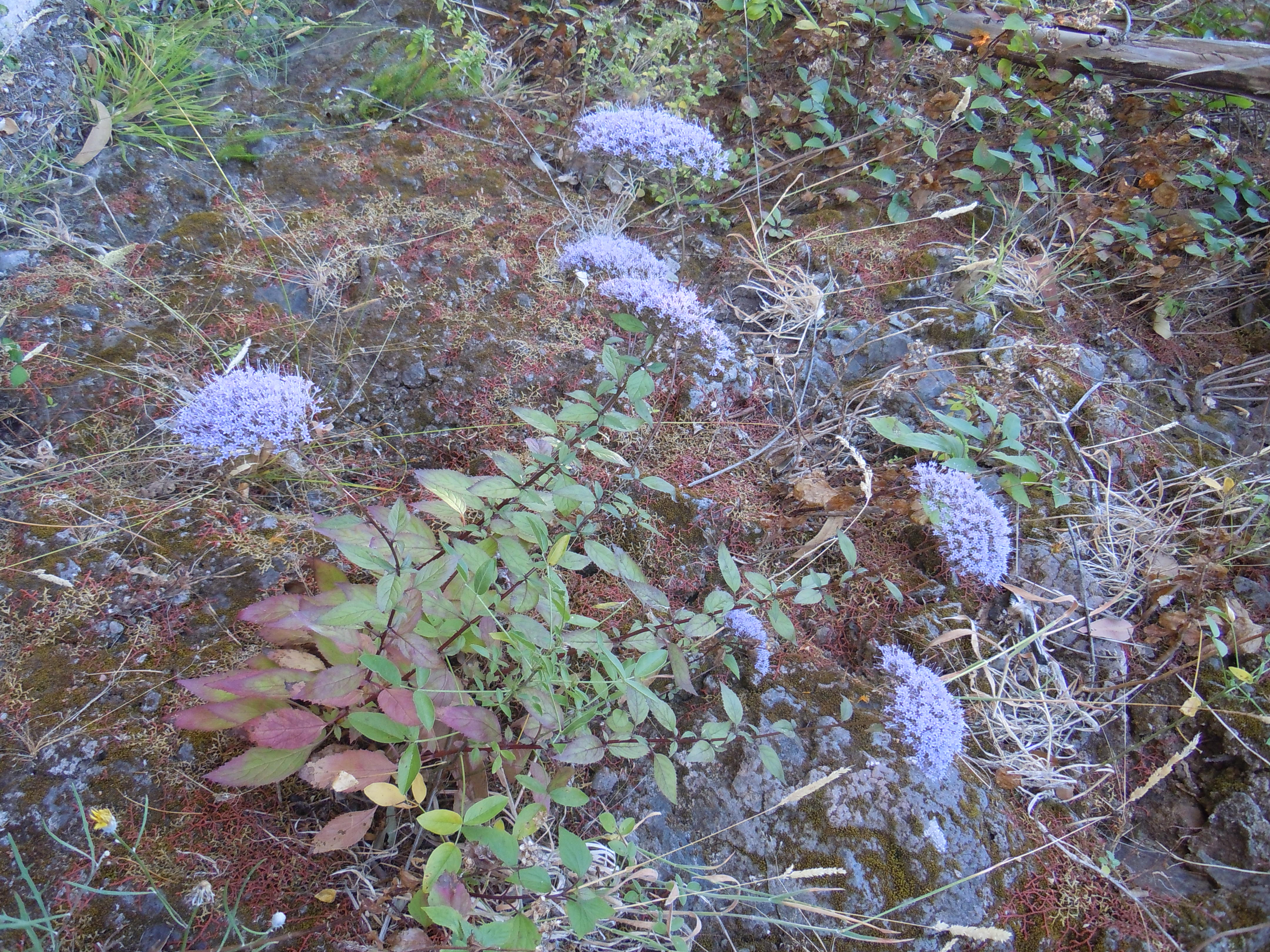
Trachelium caeruleum au bord d'une levada à Madère.

## Synonymes
- Trachelium azureum
- Trachelium alteratum[1]

## Description
- Plante vivace, à la tige pourpre[1].
- Inflorescence en corymbe dense.

## Répartition
Cette espèce se rencontre dans les zones rocheuses humides, au bord des cours d'eau aux Açores, Madère, Espagne, Portugal, Nord de l’Afrique, et sud de la France.

## Utilisation
Le Trachélium bleu est cultivé à des fins ornementales. Les cultivars sont généralement annuels.